# 동후아 리
동후아 리(독일어: Donghua Li, 1967년 12월 10일~) 또는 리둥화(중국어 간체자: 李东华, 정체자: 李東華, 병음: Lǐ Dōnghuá, 한자음: 이동화)는 중화인민공화국 태생 스위스의 전직 체조 선수이다. 중화인민공화국에서 체조 선수로 활동하다가 1994년에 스위스로 귀화하여 스위스 국가대표 체조 선수로 활동했다. 그는 1996년 하계 올림픽에서 남자 안마 금메달들 획득했고 세계 선수권 대회 안마 부문에서 금메달 1개, 은메달 1개, 동메달 1개를 획득했다.